# Santo Antônio do Paraíso
Santo Antônio do Paraíso là một đô thị thuộc bang Paraná, Brasil. Đô thị này có diện tích 165,904 km², dân số năm 2007 là 2361 người, mật độ 14,2 người/km².